# ان‌جی‌سی ۴۱۹۴
ان‌جی‌سی ۴۱۹۴ یک کهکشان‌ است.